# كيث هيرد
كيث هيرد (بالإنجليزية: Keith Hird)‏ هو لاعب كرة قدم بريطاني في مركز حراسة المرمى، ولد في 25 نوفمبر 1939 في Annfield Plain ‏ في المملكة المتحدة، وتوفي في 1967 في نيوكاسل أبون تاين في المملكة المتحدة. لعب مع نادي دارلنجتون ونادي سندرلاند.